# レチノイン酸症候群
レチノイン酸症候群（英: Retinoic acid syndrome、RAS）は急性前骨髄球性白血病（APML）の治療後に見られる、時に致死的な合併症である。当初はトレチノイン（all-trans レチノイン酸、ATRA）誘発性であると考えられていたが、その後三酸化二ヒ素を用いたAPML治療でも発現が認められ、さらにトレチノインを他の疾患の治療に用いた場合には認められないことが明らかとなった。これらの事実等から、RASは悪性前骨髄球依存性に発現すると思われる。そのため、このAPML治療の合併症の「レチノイン酸症候群」との呼称は分化症候群（英: differentiation syndrome）に変更されつつある。

## 症候
本症候群の特徴は、呼吸困難、発熱、体重増加、低血圧、肺の浸潤である。デキサメタゾンが有効であり、重症例では治療薬投与が延期される。しばしば白血球数増加が観察されるが、必須ではない。
RAS改善後は、化学療法を再開できる。

## 病因
RASの原因は明らかではない。分化進行中の骨髄細胞から放出されたサイトカインによる毛細血管漏出症候群である等、いくつかの可能性が検討された。あるいは、ATRAで成熟させられた骨髄細胞が肺等への浸潤能を獲得した可能性もある。
毛細血管透過性を増強することが知られているセリンプロテアーゼの一つカテプシンGがATRAによるAPML治療を増強することが示されている。

## 治療
RASの治療には通常、デキサメタゾンの点滴（10 mg×2回/日）10日間が適応される。白血球数増加および低酸素が改善するまで、化学療法を中断することが重要である。